# Yann Gross
 (juin 2016).
Yann Gross, né à Vevey (Canton de Vaud) le 19 octobre 1981, est un photographe et artiste suisse.

## Biographie
Yann Gross est né à Vevey le 19 octobre 1981. Il étudie le latin au gymnase de Burier avant d'entrer à l'école cantonale d'art de Lausanne de 2001 à 2007. Ses médias principaux sont la photographie et la vidéo. Il interroge dans son travail la manière dont l’humanité façonne son environnement, avec des sujets abordant principalement des questions d'identité et d'interculturalité.
Il collabore régulièrement avec diverses communautés et s’est impliqué dans des projets tels que la création d’une chaîne internet indigène au Brésil ou la construction d'un skatepark en Ouganda.
En 2005. il reçoit le Prix du meilleur documentaire du Festival Images de Vevey. En 2008, il gagne le prix "Descubrimientos" (révélation de l'année) à Photo España et le magazine American Photo le choisit parmi les 13 artistes émergents de l'année.
En 2010, JRP|Ringier publie son premier livre "Horizonville", dont sera inspirée la série télévisuelle de la Radio télévision suisse (RTS) intitulée "Station Horizon". Dans ce premier ouvrage, il relate son voyage dans la Vallée du Rhône, au guidon d’une mobylette, équipée d’une petite remorque pour transporter son matériel photographique et sa tente de camping. Plutôt que d’emprunter les voies à grande vitesse, Gross y développe une approche inscrite dans le temps long. Cette exploration patiente lui permet d’approcher des modes de vie excentrés, dont le point commun est une fascination pour la culture américaine des années 1970. La porosité subtile entre la fiction et le documentaire permet d’interroger nos habitudes de parcourir, de percevoir ou de signifier un environnement donné. Ce « roadmovie déphasé » aborde aussi bien des questions touchant à la réappropriation symbolique d’un lieu géographique, à la construction d’une communauté imaginaire ou à la relecture des codes éculés d’un genre cinématographique. 
La même année, il publie et expose "Kitintale" (le nom d'une banlieue populaire de Kampala) une série de photographie qui documente la naissance de la sous-culture du skateboard en Ouganda, un projet initié en 2008 et qu'il poursuit durant de nombreuses années. Ce travail est alors récompensé aux Swiss Design Awards délivrés par l'Office fédéral de la culture et remporte également le prix du Festival international de Mode et de Photographie de Hyères. 
Il est ensuite nommé en 2011 par Sam Stourdzé pour le Prix Découverte des Rencontres d'Arles pour son livre "Horizonville".
Entre de 2011 et 2016, Yann Gross se rend régulièrement dans la forêt amazonienne pour y développer un projet intitulé "Le Livre de la Jungle : histoires contemporaines de l'Amazonie et des périphéries". Parti sur les traces de Francisco de Orellana, il propose à travers ses images et ses textes une errance dans une jungle désenchantée faite d’agglomérats, de fantômes, de reconstruction et questionne plus largement la notion de progrès et de développement. À son sujet, le cinéaste Werner Herzog évoque "un livre allant au-delà des rêves fiévreux qui couvent en Amazonie. Il semble qu’un sort pèse sur l’ensemble du paysage, partout, d’un horizon à l’autre."
Son livre The Jungle Book remporte le Dummy Book Award aux Rencontres d'Arles en 2015 et il est publié en trois langues auprès des éditeurs Aperture (anglais), Actes Sud (français) et Editorial RM (espagnol) en 2016.
Le projet est également exposé aux Rencontres d'Arles, au Centre Culturel Suisse de Paris, à la galerie Wilde (ex Art Bärtschi) de Genève, au Musée d'art de Thoune ainsi qu'au festival Jimei X Arles à Xiamen entre 2016 et 2017.
Yann Gross poursuit ses recherches en Amazonie auprès des communautés indigènes depuis 2016, afin d'approfondir sa connaissance des plantes médicinales et publie un autre ouvrage intitulé "Aya" en collaboration avec la photographe Arguiñe Escandón chez Editorial RM en 2019,. Durant leurs séjours dans la forêt tropicale, ils identifient les propriétés photosensibles de certaines plantes et développent des impressions organiques à base de jus végétal, ce qui marque un nouveau tournant dans sa pratique artistique.
Parallèlement à son travail photographique, Yann Gross utilise régulièrement le medium vidéo. En 2019, il a réalisé, entre autres, un épisode de la série documentaire Hobbies de Canal+ dans lequel il raconte l'histoire de Mitch, un motard passionné de Heavy Metal qui apprend à jouer de la flûte amérindienne au pied du Grand Muveran.

## Sources
- 2011 : Prix Découverte des Rencontres d'Arles, France.
- Amazonia - National Geographic - Yann Gross
- New York Times - An American Dream in Switzerland
- New York Times Magazine - Big Air in Kampala
- « Yann Gross », sur la base de données des personnalités vaudoises sur la plateforme « Patrinum » de la Bibliothèque cantonale et universitaire de Lausanne.
- Le photographe Yann Gross dans la vallée du Rhône, entre marge et ouest américain - swissinfo
- www.focus-art.ch - Yann Gross
- Kitintale de Yann Gross et Rebelles Touareg de Philippe Dudouit | Actuphoto
- 24 Heures, 2005/10/24, p. 22
- Yann Gross, photographe immergé - Le Temps
- Swiss Federal Design Awards - Yann Gross
- Interview: Le photographe veveysan Yann Gross dans la jungle d ...
- Yann Gross – et la Suisse – brille à Arles - Le Temps
- Yann Gross | Culture Touch - Accueil - ARTE
- Yann Gross et son "Livre de la jungle" - France Inter
- YANN GROSS | LE LIVRE DE LA JUNGLE, à un continent, à un siècle ...
- Yann Gross, Le Livre de la jungle - L'Œil de la photographie
- The Jungle Show, Les Rencontres d'Arles 2016, France
- Yann Gross bouscule les clichés - Le Temps
- La Suisse bien représentée aux Rencontres de la ... - RTS.ch
- Le Temps, « «Aya», ne pas réduire l’Amazonie à une image », Le Temps,‎ 18 novembre 2019 (lire en ligne, consulté le 31 décembre 2023)
- « L'invité : Yann Gross "Aya" », sur rts.ch, 2 janvier 2020 (consulté le 31 décembre 2023)